# أندريا غولدسميث
أندريا غولدسميث (بالإنجليزية: Andrea Goldsmith)‏ (24 مارس 1950، ملبورن في أستراليا)؛ كاتِبة وروائية أسترالية.